# Saison 2009 de l'ATP
Cet article traite de la saison 2009 masculine. Pour la saison 2009 féminine, voir Saison 2009 de la WTA.
Pour un article plus général, voir 2009 en tennis.
Pour un article plus général, voir ATP World Tour.
Vainqueurs des tournois majeurs

Pays accueillant des tournois ATP en 2009
L'absence de chiffre signifie qu'un seul tournoi est organisé dans le pays concerné.

Cet article rassemble les résultats des tournois de tennis masculin de la saison 2009. Celle-ci est constituée de 67 tournois répartis en plusieurs catégories :
- 62 organisés par l'ATP :
  - les Masters 1000, au nombre de 9 ;
  - les ATP 500, au nombre de 11 :
  - les ATP 250, au nombre de 40 ;
  - les ATP World Tour Finals qui réunissent les huit meilleurs joueurs et paires au classement ATP Race en fin de saison ;
  - la World Team Cup (compétition par équipes).
- 5 organisés par l'ITF :
  - les 4 tournois du Grand Chelem ;
  - la Coupe Davis (compétition par équipes).

La Hopman Cup est une compétition mixte (par équipes), elle est organisée par l'ITF.

## Résumé de la saison
La saison 2009 a été marquée par la domination de Roger Federer. Le Suisse dispute la finale des 4 Grand Chelem de l'année. Il réalise un doublé Roland Garros - Wimbledon après 3 échecs consécutifs en finale à Paris. Il devient le 2e joueur avec Andre Agassi à avoir remporté les 4 tournois majeurs sur 4 surfaces différentes, bat le record de titres en Grand Chelem de Pete Sampras avec 15 titres et redevient numéro 1 mondial. Beaucoup le considèrent dès lors comme le plus grand joueur de tous les temps.
Après un début de saison en fanfare (victoire en Australie face à Federer, à Indian Wells, Monte-Carlo, Barcelone et Rome), Rafael Nadal connait de nombreuses désillusions. Il est battu par Federer en finale de Madrid sur terre ; puis, quadruple tenant de Roland Garros, il y est éliminé à la surprise générale en huitièmes de finale. Une blessure aux genoux le contraint par la suite à renoncer à défendre son titre à Wimbledon. En fin d'année, il remporte une nouvelle Coupe Davis avec l'Espagne.
Novak Djokovic réalise une saison en demi-teinte avec une seule demi-finale en Grand Chelem. Il finit l'année à la 3e place mondiale et remporte le tournoi de Bercy après 4 défaites en finale de Masters 1000. Andy Murray atteint les demi-finales de Wimbledon et remporte 2 Masters 1000. Il finit l'année 4e mondial.
Juan Martín del Potro est la grande révélation de l'année. Il remporte l'US Open en battant Nadal en demi-finale et Federer en finale. Il atteint également la finale de la Masters Cup. Nikolay Davydenko marque la fin d'année avec des victoires à Shanghai et aux Masters. Il y bat Federer en demi-finale. Andy Roddick atteint sa première finale de Grand Chelem en 3 ans à Wimbledon. Il y perd de justesse contre Federer.

## Nouveautés de la saison
- En 2009, toutes les catégories de tournois ATP ont été renommées (seul le nom change, les catégories conservent leurs autres caractéristiques) :
  - Les Masters Series sont renommés Masters 1000 ;
  - Les International Series Gold sont renommés ATP 500 Series ;
  - Les International Series sont renommés ATP 250 Series ;
  - La Tennis Master Cup est renommée ATP Finals.
- Par décision de l'ATP, plus aucun tournoi n'est joué sur surface synthétique (moquette) pour limiter les blessures. L'édition 2008 du Grand Prix de tennis de Lyon a été le dernier tournoi joué sur cette surface. Dur, gazon et terre battue sont les 3 surfaces restantes.
- Le calendrier ATP a subi de nombreux changements entre 2008 et 2009. Globalement et d'un point de vue comptable la saison 2009 organise autant d’événements que l'année précédente et compte 2 ATP 250 de moins, pour 2 ATP 500 de plus :
  - Les ATP Finals déménagent de Shanghai à Londres sans autre changement.
  - En Masters 1000 :
    -  Hambourg (terre (ext.)) est rétrogradé ( ATP 500 ; même surface) et remplacé par Madrid.
    - Madrid (dur (int.)) devient le 5e Masters 1000 de la saison (auparavant 8e) et change de surface (terre (ext.)).
    - Shanghai (dur (int.)) apparaît pour devenir le 8e Masters 1000 (place de l'ancien Madrid).

  - En ATP 500 :
    -  Stuttgart (terre (ext.)) est rétrogradé (ATP 250 ; même surface) et remplacé par Hambourg ( rétrogradé en ATP 500).
    -  Kitzbühel (terre (ext.)) est rétrogradé (ATP 250 ; même surface) et remplacé par  Washington (dur (ext.)).
    -  Vienne (dur (int.)) est rétrogradé (ATP 250 ; même surface) et remplacé par  Pékin (dur (ext.)).

  - En ATP 250 :
    - Kuala Lumpur (dur (int.)) apparaît, il se déroule fin septembre.
    - Poertschach (terre (ext.)) disparaît.
    - Varsovie (terre (ext.)) disparaît.
    - Adélaïde (dur (ext.)) disparaît pour laisser place à Brisbane (même surface).
    - Las Vegas (dur (ext.)) disparaît pour laisser place à Johannesbourg (même surface).
    - Amersfoort (terre (ext.)) disparaît pour laisser place à Belgrade (même surface).
    - Nothingham (gazon (ext.)) disparaît pour laisser place à Eastbourne (même surface).
    -  Valence (terre (ext.)) est promu et se joue en novembre au lieu d'avril (ATP 500 ; dur (int.)).
    -  Bâle (dur (int.)) est promu (ATP 500 ; même surface).

## Classements

### Évolution du top 10
| Rang | Nom                   | Points |
| ---- | --------------------- | ------ |
| 1    | Rafael Nadal          | 6675   |
| 2    | Roger Federer         | 5305   |
| 3    | Novak Djokovic        | 5295   |
| 4    | Andy Murray           | 3720   |
| 5    | Nikolay Davydenko     | 2715   |
| 6    | Jo-Wilfried Tsonga    | 2050   |
| 7    | Gilles Simon          | 1980   |
| 8    | Andy Roddick          | 1970   |
| 9    | Juan Martín del Potro | 1945   |
| 10   | James Blake           | 1775   |

| Rang | Nom             | Points |
| ---- | --------------- | ------ |
| 1    | Nenad Zimonjić  | 5320   |
| 1    | Daniel Nestor   | 5320   |
| 3    | Bob Bryan       | 5225   |
| 3    | Mike Bryan      | 5225   |
| 5    | Andy Ram        | 3370   |
| 6    | Mahesh Bhupathi | 3295   |
| 7    | Mark Knowles    | 3275   |
| 8    | Kevin Ullyett   | 3265   |
| 9    | Jonas Bjorkman  | 3140   |
| 10   | Leander Paes    | 2900   |

| Rang | Évolution       | Nom                   | Points |
| ---- | --------------- | --------------------- | ------ |
| 1    | en augmentation | Roger Federer         | 10550  |
| 2    | en diminution   | Rafael Nadal          | 9205   |
| 3    | en stagnation   | Novak Djokovic        | 8310   |
| 4    | en stagnation   | Andy Murray           | 7030   |
| 5    | en augmentation | Juan Martín del Potro | 6785   |
| 6    | en diminution   | Nikolay Davydenko     | 4930   |
| 7    | en augmentation | Andy Roddick          | 4410   |
| 8    | en augmentation | Robin Söderling       | 3410   |
| 9    | en augmentation | Fernando Verdasco     | 3300   |
| 10   | en diminution   | Jo-Wilfried Tsonga    | 2875   |

| Rang | Évolution       | Nom             | Points |
| ---- | --------------- | --------------- | ------ |
| 1    | en augmentation | Bob Bryan       | 10480  |
| 1    | en augmentation | Mike Bryan      | 10480  |
| 3    | en diminution   | Daniel Nestor   | 10410  |
| 3    | en diminution   | Nenad Zimonjić  | 10410  |
| 5    | en augmentation | Mark Knowles    | 6880   |
| 6    | en augmentation | Lukáš Dlouhý    | 6460   |
| 7    | en diminution   | Mahesh Bhupathi | 6260   |
| 8    | en augmentation | Leander Paes    | 5850   |
| 9    | en diminution   | Andy Ram        | 4950   |
| 10   | en augmentation | Wesley Moodie   | 4550   |

## Palmarès
| Catégorie                   |
| --------------------------- |
| Grand Chelem                |
| ATP World Tour Finals       |
| ATP World Tour Masters 1000 |
| ATP World Tour 500          |
| ATP World Tour 250          |

### Simple
| No | Date       | Nom et lieu du tournoi                                        | Catégorie    | Dotation      | Surface      | Vainqueur              | Finaliste             | Score                       | [ 1 ]   |
| -- | ---------- | ------------------------------------------------------------- | ------------ | ------------- | ------------ | ---------------------- | --------------------- | --------------------------- | ------- |
| 1  | 04/01/2009 | Brisbane International, Brisbane                              | ATP 250      | 433 000 $     | Dur (ext.)   | Radek Štěpánek         | Fernando Verdasco     | 3-6, 6-3, 6-4               | Tableau |
| 2  | 05/01/2009 | Chennai Open, Chennai                                         | ATP 250      | 398 250 $     | Dur (ext.)   | Marin Čilić            | Somdev Devvarman      | 6-4, 7-63                   | Tableau |
| 3  | 05/01/2009 | Qatar ExxonMobil Open, Doha                                   | ATP 250      | 1 024 000 $   | Dur (ext.)   | Andy Murray            | Andy Roddick          | 6-4, 6-2                    | Tableau |
| 4  | 12/01/2009 | Heineken Open, Auckland                                       | ATP 250      | 429 000 $     | Dur (ext.)   | Juan Martín del Potro  | Sam Querrey           | 6-4, 6-4                    | Tableau |
| 5  | 12/01/2009 | Medibank International, Sydney                                | ATP 250      | 433 000 $     | Dur (ext.)   | David Nalbandian       | Jarkko Nieminen       | 6-3, 69-7, 6-2              | Tableau |
| 6  | 19/01/2009 | Australian Open, Melbourne                                    | G. Chelem    | 10 712 240 A$ | Dur (ext.)   | Rafael Nadal           | Roger Federer         | 7-5, 3-6, 7-63, 3-6, 6-2    | Tableau |
| 7  | 02/02/2009 | SA Tennis Open, Johannesbourg                                 | ATP 250      | 442 500 $     | Dur (ext.)   | Jo-Wilfried Tsonga     | Jérémy Chardy         | 6-4, 7-65                   | Tableau |
| 8  | 02/02/2009 | Movistar Open, Viña del Mar                                   | ATP 250      | 445 000 $     | Terre (ext.) | Fernando González      | José Acasuso          | 6-1, 6-3                    | Tableau |
| 9  | 02/02/2009 | PBZ Zagreb Indoors, Zagreb                                    | ATP 250      | 398 250 €     | Dur (int.)   | Marin Čilić            | Mario Ančić           | 6-3, 6-4                    | Tableau |
| 10 | 09/02/2009 | Brasil Open, Costa do Sauípe                                  | ATP 250      | 505 000 $     | Terre (ext.) | Tommy Robredo          | Thomaz Bellucci       | 6-3, 3-6, 6-4               | Tableau |
| 11 | 09/02/2009 | ABN AMRO World Tennis Tournament, Rotterdam                   | ATP 500      | 1 150 000 €   | Dur (int.)   | Andy Murray            | Rafael Nadal          | 6-3, 4-6, 6-0               | Tableau |
| 12 | 09/02/2009 | SAP Open, San José                                            | ATP 250      | 531 000 $     | Dur (int.)   | Radek Štěpánek         | Mardy Fish            | 3-6, 6-4, 6-2               | Tableau |
| 13 | 16/02/2009 | Copa Telmex, Buenos Aires                                     | ATP 250      | 531 000 $     | Terre (ext.) | Tommy Robredo          | Juan Mónaco           | 7-5, 2-6, 7-65              | Tableau |
| 14 | 16/02/2009 | Open 13, Marseille                                            | ATP 250      | 512 750 €     | Dur (int.)   | Jo-Wilfried Tsonga     | Michaël Llodra        | 7-5, 7-63                   | Tableau |
| 15 | 16/02/2009 | Regions Morgan Keegan Championships, Memphis                  | ATP 500      | 1 100 000 $   | Dur (int.)   | Andy Roddick           | Radek Štěpánek        | 7-5, 7-5                    | Tableau |
| 16 | 23/02/2009 | Abierto Mexicano Telcel, Acapulco                             | ATP 500      | 1 100 000 $   | Terre (ext.) | Nicolás Almagro        | Gaël Monfils          | 6-4, 6-4                    | Tableau |
| 17 | 23/02/2009 | Delray Beach International Tennis Championships, Delray Beach | ATP 250      | 442 500 $     | Dur (ext.)   | Mardy Fish             | Evgeny Korolev        | 7-5, 6-3                    | Tableau |
| 18 | 23/02/2009 | The Barclays Dubai Tennis Championships, Dubaï                | ATP 500      | 1 619 500 $   | Dur (ext.)   | Novak Djokovic         | David Ferrer          | 7-5, 6-3                    | Tableau |
| 19 | 12/03/2009 | BNP Paribas Open, Indian Wells                                | Masters 1000 | 3 645 000 $   | Dur (ext.)   | Rafael Nadal           | Andy Murray           | 6-1, 6-2                    | Tableau |
| 20 | 25/03/2009 | Sony Ericsson Open, Miami                                     | Masters 1000 | 3 645 000 $   | Dur (ext.)   | Andy Murray            | Novak Djokovic        | 6-2, 7-5                    | Tableau |
| 21 | 06/04/2009 | Grand-Prix Hassan II, Casablanca                              | ATP 250      | 398 250 €     | Terre (ext.) | Juan Carlos Ferrero    | Florent Serra         | 6-4, 7-5                    | Tableau |
| 22 | 06/04/2009 | US Men's Clay Court Championship, Houston                     | ATP 250      | 442 500 $     | Terre (ext.) | Lleyton Hewitt         | Wayne Odesnik         | 6-2, 7-5                    | Tableau |
| 23 | 12/04/2009 | Monte-Carlo Rolex Masters, Monte-Carlo                        | Masters 1000 | 2 227 500 €   | Terre (ext.) | Rafael Nadal           | Novak Djokovic        | 6-3, 2-6, 6-1               | Tableau |
| 24 | 20/04/2009 | Barcelona Open Banco Sabadell, Barcelone                      | ATP 500      | 1 550 000 €   | Terre (ext.) | Rafael Nadal           | David Ferrer          | 6-2, 7-5                    | Tableau |
| 25 | 27/04/2009 | Internazionali BNL d'Italia, Rome                             | Masters 1000 | 2 227 500 €   | Terre (ext.) | Rafael Nadal           | Novak Djokovic        | 7-62, 6-2                   | Tableau |
| 26 | 03/05/2009 | Estoril Open, Estoril                                         | ATP 250      | 398 250 €     | Terre (ext.) | Albert Montañés        | James Blake           | 5-7, 7-66, 6-0              | Tableau |
| 27 | 03/05/2009 | BMW Open by FWU AG, Munich                                    | ATP 250      | 398 250 €     | Terre (ext.) | Tomáš Berdych          | Mikhail Youzhny       | 6-4, 4-6, 7-65              | Tableau |
| 28 | 04/05/2009 | Serbia Open, Belgrade                                         | ATP 250      | 398 250 €     | Terre (ext.) | Novak Djokovic         | Łukasz Kubot          | 6-3, 7-60                   | Tableau |
| 29 | 10/05/2009 | Mutua Madrileña Madrid Open, Madrid                           | Masters 1000 | 2 835 000 €   | Terre (ext.) | Roger Federer          | Rafael Nadal          | 6-4, 6-4                    | Tableau |
| 30 | 17/05/2009 | Interwetten Austrian Open, Kitzbühel                          | ATP 250      | 398 250 €     | Terre (ext.) | Guillermo García-López | Julien Benneteau      | 3-6, 7-61, 6-3              | Tableau |
| 31 | 25/05/2009 | Roland-Garros, Paris                                          | G. Chelem    | 7 322 320 €   | Terre (ext.) | Roger Federer          | Robin Söderling       | 6-1, 7-61, 6-4              | Tableau |
| 32 | 08/06/2009 | Gerry Weber Open, Halle (Westf.)                              | ATP 250      | 663 750 €     | Gazon (ext.) | Tommy Haas             | Novak Djokovic        | 6-3, 64-7, 6-1              | Tableau |
| 33 | 08/06/2009 | AEGON Championships, Londres                                  | ATP 250      | 663 750 €     | Gazon (ext.) | Andy Murray            | James Blake           | 7-5, 6-4                    | Tableau |
| 34 | 14/06/2009 | AEGON International, Eastbourne                               | ATP 250      | 398 250 €     | Gazon (ext.) | Dmitri Toursounov      | Frank Dancevic        | 6-3, 7-65                   | Tableau |
| 35 | 14/06/2009 | Ordina Open, Bois-le-Duc                                      | ATP 250      | 398 250 €     | Gazon (ext.) | Benjamin Becker        | Raemon Sluiter        | 7-5, 6-3                    | Tableau |
| 36 | 22/06/2009 | The Championships, Wimbledon                                  | G. Chelem    | 5 616 600 £   | Gazon (ext.) | Roger Federer          | Andy Roddick          | 5-7, 7-66, 7-65, 3-6, 16-14 | Tableau |
| 37 | 06/07/2009 | Campbell’s Hall of Fame Tennis Championships, Newport         | ATP 250      | 442 500 $     | Gazon (ext.) | Rajeev Ram             | Sam Querrey           | 63-7, 7-5, 6-3              | Tableau |
| 38 | 13/07/2009 | Catella Swedish Open, Båstad                                  | ATP 250      | 398 250 €     | Terre (ext.) | Robin Söderling        | Juan Mónaco           | 6-3, 7-64                   | Tableau |
| 39 | 13/07/2009 | Mercedes Cup, Stuttgart                                       | ATP 250      | 398 250 €     | Terre (ext.) | Jérémy Chardy          | Victor Hănescu        | 1-6, 6-3, 6-4               | Tableau |
| 40 | 19/07/2009 | International German Open, Hambourg                           | ATP 500      | 1 000 000 €   | Terre (ext.) | Nikolay Davydenko      | Paul-Henri Mathieu    | 6-4, 6-2                    | Tableau |
| 41 | 19/07/2009 | Indianapolis Tennis Championships, Indianapolis               | ATP 250      | 450 000 $     | Dur (ext.)   | Robby Ginepri          | Sam Querrey           | 6-2, 6-4                    | Tableau |
| 42 | 26/07/2009 | Allianz Suisse Open, Gstaad                                   | ATP 250      | 398 250 €     | Terre (ext.) | Thomaz Bellucci        | Andreas Beck          | 6-4, 7-62                   | Tableau |
| 43 | 27/07/2009 | LA Tennis Open, Los Angeles                                   | ATP 250      | 550 000 $     | Dur (ext.)   | Sam Querrey            | Carsten Ball          | 6-4, 3-6, 6-1               | Tableau |
| 44 | 27/07/2009 | Studena Croatia Open, Umag                                    | ATP 250      | 398 250 €     | Terre (ext.) | Nikolay Davydenko      | Juan Carlos Ferrero   | 6-3, 6-0                    | Tableau |
| 45 | 02/08/2009 | Legg Mason Tennis Classic, Washington                         | ATP 500      | 1 165 500 $   | Dur (ext.)   | Juan Martín del Potro  | Andy Roddick          | 3-6, 7-5, 7-66              | Tableau |
| 46 | 10/08/2009 | Coupe Rogers, Montréal                                        | Masters 1000 | 2 430 000 $   | Dur (ext.)   | Andy Murray            | Juan Martín del Potro | 64-7, 7-63, 6-1             | Tableau |
| 47 | 16/08/2009 | Western & Southern Financial Group Masters, Cincinnati        | Masters 1000 | 2 430 000 $   | Dur (ext.)   | Roger Federer          | Novak Djokovic        | 6-1, 7-5                    | Tableau |
| 48 | 23/08/2009 | Pilot Pen Tennis, New Haven                                   | ATP 250      | 663 750 $     | Dur (ext.)   | Fernando Verdasco      | Sam Querrey           | 6-4, 7-66                   | Tableau |
| 49 | 31/08/2009 | US Open, Flushing Meadows                                     | G. Chelem    | 9 756 000 $   | Dur (ext.)   | Juan Martín del Potro  | Roger Federer         | 3-6, 7-65, 4-6, 7-64, 6-2   | Tableau |
| 50 | 21/09/2009 | BCR Open Romania, Bucarest                                    | ATP 250      | 398 250 €     | Terre (ext.) | Albert Montañés        | Juan Mónaco           | 7-62, 7-66                  | Tableau |
| 51 | 21/09/2009 | Open de Moselle, Metz                                         | ATP 250      | 398 250 €     | Dur (int.)   | Gaël Monfils           | Philipp Kohlschreiber | 7-61, 3-6, 6-2              | Tableau |
| 52 | 28/09/2009 | PTT Thailand Open, Bangkok                                    | ATP 250      | 551 000 $     | Dur (int.)   | Gilles Simon           | Viktor Troicki        | 7-5, 6-3                    | Tableau |
| 53 | 28/09/2009 | Proton Malaysian Open, Kuala Lumpur                           | ATP 250      | 850 000 $     | Dur (int.)   | Nikolay Davydenko      | Fernando Verdasco     | 6-4, 7-5                    | Tableau |
| 54 | 05/10/2009 | China Open, Pékin                                             | ATP 500      | 2 100 500 $   | Dur (ext.)   | Novak Djokovic         | Marin Čilić           | 6-2, 7-64                   | Tableau |
| 55 | 05/10/2009 | Rakuten Japan Open Tennis Championships, Tokyo                | ATP 500      | 1 100 000 $   | Dur (ext.)   | Jo-Wilfried Tsonga     | Mikhail Youzhny       | 6-3, 6-3                    | Tableau |
| 56 | 11/10/2009 | Shanghai ATP Masters, Shanghai                                | Masters 1000 | 3 240 000 $   | Dur (ext.)   | Nikolay Davydenko      | Rafael Nadal          | 7-63, 6-3                   | Tableau |
| 57 | 19/10/2009 | Kremlin Cup, Moscou                                           | ATP 250      | 1 000 000 $   | Dur (int.)   | Mikhail Youzhny        | Janko Tipsarević      | 65-7, 6-0, 6-4              | Tableau |
| 58 | 19/10/2009 | If Stockholm Open, Stockholm                                  | ATP 250      | 531 000 €     | Dur (int.)   | Márcos Baghdatís       | Olivier Rochus        | 6-1, 7-5                    | Tableau |
| 59 | 25/10/2009 | St. Petersburg Open, Saint-Pétersbourg                        | ATP 250      | 663 750 $     | Dur (int.)   | Serhiy Stakhovsky      | Horacio Zeballos      | 2-6, 7-68, 7-67             | Tableau |
| 60 | 26/10/2009 | Grand Prix de tennis de Lyon, Lyon                            | ATP 250      | 575 250 €     | Dur (int.)   | Ivan Ljubičić          | Michaël Llodra        | 7-5, 6-3                    | Tableau |
| 61 | 26/10/2009 | Bank Austria Tennis Trophy, Vienne                            | ATP 250      | 500 000 €     | Dur (int.)   | Jürgen Melzer          | Marin Čilić           | 6-4, 6-3                    | Tableau |
| 62 | 02/11/2009 | Davidoff Swiss Indoors Basel, Bâle                            | ATP 500      | 1 225 000 €   | Dur (int.)   | Novak Djokovic         | Roger Federer         | 6-4, 4-6, 6-2               | Tableau |
| 63 | 02/11/2009 | Valencia Open 500, Valence                                    | ATP 500      | 1 357 000 €   | Dur (int.)   | Andy Murray            | Mikhail Youzhny       | 6-3, 6-2                    | Tableau |
| 64 | 08/11/2009 | BNP Paribas Masters, Paris                                    | Masters 1000 | 2 227 500 €   | Dur (int.)   | Novak Djokovic         | Gaël Monfils          | 6-2, 5-7, 7-63              | Tableau |
| 65 | 22/11/2009 | ATP World Tour Finals, Londres                                | Masters      | 5 000 000 $   | Dur (int.)   | Nikolay Davydenko      | Juan Martín del Potro | 6-3, 6-4                    | Tableau |

### Double
| No | Date       | Nom et lieu du tournoi                                       | Catégorie    | Dotation      | Surface      | Vainqueurs                            | Finalistes                              | Score                 | [ 1 ]   |
| -- | ---------- | ------------------------------------------------------------ | ------------ | ------------- | ------------ | ------------------------------------- | --------------------------------------- | --------------------- | ------- |
| 1  | 04/01/2009 | Brisbane International Brisbane                              | ATP 250      | 433 000 $     | Dur (ext.)   | Marc Gicquel Jo-Wilfried Tsonga       | Fernando Verdasco Mischa Zverev         | 6-4, 6-3              | Tableau |
| 2  | 05/01/2009 | Chennai Open Chennai                                         | ATP 250      | 398 250 $     | Dur (ext.)   | Eric Butorac Rajeev Ram               | Jean-Claude Scherrer Stanislas Wawrinka | 6-3, 6-4              | Tableau |
| 3  | 05/01/2009 | Qatar ExxonMobil Open Doha                                   | ATP 250      | 1 024 000 $   | Dur (ext.)   | Marc López Rafael Nadal               | Daniel Nestor Nenad Zimonjić            | 4-6, 6-4, [10-8]      | Tableau |
| 4  | 12/01/2009 | Heineken Open Auckland                                       | ATP 250      | 429 000 $     | Dur (ext.)   | Martin Damm Robert Lindstedt          | Scott Lipsky Leander Paes               | 7-5, 6-4              | Tableau |
| 5  | 12/01/2009 | Medibank International Sydney                                | ATP 250      | 433 000 $     | Dur (ext.)   | Bob Bryan Mike Bryan                  | Daniel Nestor Nenad Zimonjić            | 6-1, 7-63             | Tableau |
| 6  | 19/01/2009 | Australian Open Melbourne                                    | G. Chelem    | 10 712 240 A$ | Dur (ext.)   | Bob Bryan Mike Bryan                  | Mahesh Bhupathi Mark Knowles            | 2-6, 7-5, 6-0         | Tableau |
| 7  | 02/02/2009 | SA Tennis Open Johannesbourg                                 | ATP 250      | 442 500 $     | Dur (ext.)   | James Cerretani Dick Norman           | Rik De Voest Ashley Fisher              | 67-7, 6-2, [14-12]    | Tableau |
| 8  | 02/02/2009 | Movistar Open Viña del Mar                                   | ATP 250      | 445 000 $     | Terre (ext.) | Pablo Cuevas Brian Dabul              | František Čermák Michal Mertiňák        | 6-3, 6-3              | Tableau |
| 9  | 02/02/2009 | PBZ Zagreb Indoors Zagreb                                    | ATP 250      | 398 250 €     | Dur (int.)   | Martin Damm Robert Lindstedt          | Christopher Kas Rogier Wassen           | 6-4, 6-3              | Tableau |
| 10 | 09/02/2009 | Brasil Open Costa do Sauípe                                  | ATP 250      | 505 000 $     | Terre (ext.) | Marcel Granollers Tommy Robredo       | Lucas Arnold Ker Juan Mónaco            | 6-4, 7-5              | Tableau |
| 11 | 09/02/2009 | ABN AMRO World Tennis Tournament Rotterdam                   | ATP 500      | 1 150 000 €   | Dur (int.)   | Daniel Nestor Nenad Zimonjić          | Lukáš Dlouhý Leander Paes               | 6-2, 7-5              | Tableau |
| 12 | 09/02/2009 | SAP Open San José                                            | ATP 250      | 531 000 $     | Dur (int.)   | Tommy Haas Radek Štěpánek             | Rohan Bopanna Jarkko Nieminen           | 6-2, 6-3              | Tableau |
| 13 | 16/02/2009 | Copa Telmex Buenos Aires                                     | ATP 250      | 531 000 $     | Terre (ext.) | Marcel Granollers Alberto Martín      | Nicolás Almagro Santiago Ventura        | 6-3, 5-7, [10-8]      | Tableau |
| 14 | 16/02/2009 | Open 13 Marseille                                            | ATP 250      | 512 750 €     | Dur (int.)   | Arnaud Clément Michaël Llodra         | Julian Knowle Andy Ram                  | 3-6, 6-3, [10-8]      | Tableau |
| 15 | 16/02/2009 | Regions Morgan Keegan Championships Memphis                  | ATP 500      | 1 100 000 $   | Dur (int.)   | Mardy Fish Mark Knowles               | Travis Parrott Filip Polášek            | 7-67, 6-1             | Tableau |
| 16 | 23/02/2009 | Abierto Mexicano Telcel Acapulco                             | ATP 500      | 1 100 000 $   | Terre (ext.) | František Čermák Michal Mertiňák      | Łukasz Kubot Oliver Marach              | 4-6, 6-4, [10-7]      | Tableau |
| 17 | 23/02/2009 | Delray Beach International Tennis Championships Delray Beach | ATP 250      | 442 500 $     | Dur (ext.)   | Bob Bryan Mike Bryan                  | Marcelo Melo André Sá                   | 6-4, 6-4              | Tableau |
| 18 | 23/02/2009 | The Barclays Dubai Tennis Championships Dubaï                | ATP 500      | 1 619 500 $   | Dur (ext.)   | Rik De Voest Dmitri Toursounov        | Martin Damm Robert Lindstedt            | 4-6, 6-3, [10-5]      | Tableau |
| 19 | 12/03/2009 | BNP Paribas Open Indian Wells                                | Masters 1000 | 3 645 000 $   | Dur (ext.)   | Mardy Fish Andy Roddick               | Max Mirnyi Andy Ram                     | 3-6, 6-1, [14-12]     | Tableau |
| 20 | 25/03/2009 | Sony Ericsson Open Miami                                     | Masters 1000 | 3 645 000 $   | Dur (ext.)   | Max Mirnyi Andy Ram                   | Ashley Fisher Stephen Huss              | 64-7, 6-2, [10-7]     | Tableau |
| 21 | 06/04/2009 | Grand-Prix Hassan II Casablanca                              | ATP 250      | 398 250 €     | Terre (ext.) | Łukasz Kubot Oliver Marach            | Simon Aspelin Paul Hanley               | 7-64, 3-6, [10-6]     | Tableau |
| 22 | 06/04/2009 | US Men's Clay Court Championship Houston                     | ATP 250      | 442 500 $     | Terre (ext.) | Bob Bryan Mike Bryan                  | Jesse Levine Ryan Sweeting              | 6-1, 6-2              | Tableau |
| 23 | 12/04/2009 | Monte-Carlo Rolex Masters Monte-Carlo                        | Masters 1000 | 2 227 500 €   | Terre (ext.) | Daniel Nestor Nenad Zimonjić          | Bob Bryan Mike Bryan                    | 6-4, 6-1              | Tableau |
| 24 | 20/04/2009 | Barcelona Open Banco Sabadell Barcelone                      | ATP 500      | 1 550 000 €   | Terre (ext.) | Daniel Nestor Nenad Zimonjić          | Mahesh Bhupathi Mark Knowles            | 6-3, 7-69             | Tableau |
| 25 | 27/04/2009 | Internazionali BNL d'Italia Rome                             | Masters 1000 | 2 227 500 €   | Terre (ext.) | Daniel Nestor Nenad Zimonjić          | Bob Bryan Mike Bryan                    | 7-65, 6-3             | Tableau |
| 26 | 03/05/2009 | Estoril Open Estoril                                         | ATP 250      | 398 250 €     | Terre (ext.) | Eric Butorac Scott Lipsky             | Martin Damm Robert Lindstedt            | 6-3, 6-2              | Tableau |
| 27 | 03/05/2009 | BMW Open by FWU AG Munich                                    | ATP 250      | 398 250 €     | Terre (ext.) | Jan Hernych Ivo Minář                 | Ashley Fisher Jordan Kerr               | 6-4, 6-4              | Tableau |
| 28 | 04/05/2009 | Serbia Open Belgrade                                         | ATP 250      | 398 250 €     | Terre (ext.) | Łukasz Kubot Oliver Marach            | Johan Brunström Jean-Julien Rojer       | 6-2, 7-63             | Tableau |
| 29 | 10/05/2009 | Mutua Madrileña Madrid Open Madrid                           | Masters 1000 | 2 835 000 €   | Terre (ext.) | Daniel Nestor Nenad Zimonjić          | Simon Aspelin Wesley Moodie             | 6-4, 6-4              | Tableau |
| 30 | 17/05/2009 | Interwetten Austrian Open Kitzbühel                          | ATP 250      | 398 250 €     | Terre (ext.) | Marcelo Melo André Sá                 | Andrei Pavel Horia Tecău                | 69-7, 6-2, [10-7]     | Tableau |
| 31 | 25/05/2009 | Roland-Garros Paris                                          | G. Chelem    | 7 322 320 €   | Terre (ext.) | Lukáš Dlouhý Leander Paes             | Wesley Moodie Dick Norman               | 3-6, 6-3, 6-2         | Tableau |
| 32 | 08/06/2009 | Gerry Weber Open Halle (Westf.)                              | ATP 250      | 663 750 €     | Gazon (ext.) | Christopher Kas Philipp Kohlschreiber | Andreas Beck Marco Chiudinelli          | 6-3, 6-4              | Tableau |
| 33 | 08/06/2009 | AEGON Championships Londres                                  | ATP 250      | 663 750 €     | Gazon (ext.) | Wesley Moodie Mikhail Youzhny         | Marcelo Melo André Sá                   | 6-4, 4-6, [10-6]      | Tableau |
| 34 | 14/06/2009 | AEGON International Eastbourne                               | ATP 250      | 398 250 €     | Gazon (ext.) | Mariusz Fyrstenberg Marcin Matkowski  | Travis Parrott Filip Polášek            | 6-4, 6-4              | Tableau |
| 35 | 14/06/2009 | Ordina Open Bois-le-Duc                                      | ATP 250      | 398 250 €     | Gazon (ext.) | Wesley Moodie Dick Norman             | Johan Brunström Jean-Julien Rojer       | 7-63, 68-7, [10-5]    | Tableau |
| 36 | 22/06/2009 | The Championships Wimbledon                                  | G. Chelem    | 5 616 600 £   | Gazon (ext.) | Daniel Nestor Nenad Zimonjić          | Bob Bryan Mike Bryan                    | 7-67, 63-7, 7-63, 6-3 | Tableau |
| 37 | 06/07/2009 | Campbell’s Hall of Fame Tennis Championships Newport         | ATP 250      | 442 500 $     | Gazon (ext.) | Jordan Kerr Rajeev Ram                | Michael Kohlmann Rogier Wassen          | 6-7, 7-67, [10-6]     | Tableau |
| 38 | 13/07/2009 | Catella Swedish Open Båstad                                  | ATP 250      | 398 250 €     | Terre (ext.) | Jaroslav Levinský Filip Polášek       | Robert Lindstedt Robin Söderling        | 1-6, 6-3, [10-7]      | Tableau |
| 39 | 13/07/2009 | Mercedes Cup Stuttgart                                       | ATP 250      | 398 250 €     | Terre (ext.) | František Čermák Michal Mertiňák      | Victor Hănescu Horia Tecău              | 7-5, 6-4              | Tableau |
| 40 | 19/07/2009 | International German Open Hambourg                           | ATP 500      | 1 000 000 €   | Terre (ext.) | Simon Aspelin Paul Hanley             | Marcelo Melo Filip Polášek              | 6-3, 6-3              | Tableau |
| 41 | 19/07/2009 | Indianapolis Tennis Championships Indianapolis               | ATP 250      | 450 000 $     | Dur (ext.)   | Ernests Gulbis Dmitri Toursounov      | Ashley Fisher Jordan Kerr               | 6-4, 3-6, [11-9]      | Tableau |
| 42 | 26/07/2009 | Allianz Suisse Open Gstaad                                   | ATP 250      | 398 250 €     | Terre (ext.) | Marco Chiudinelli Michael Lammer      | Jaroslav Levinský Filip Polášek         | 7-5, 6-3              | Tableau |
| 43 | 27/07/2009 | LA Tennis Open Los Angeles                                   | ATP 250      | 550 000 $     | Dur (ext.)   | Bob Bryan Mike Bryan                  | Benjamin Becker Frank Moser             | 6-4, 7-62             | Tableau |
| 44 | 27/07/2009 | Studena Croatia Open Umag                                    | ATP 250      | 398 250 €     | Terre (ext.) | František Čermák Michal Mertiňák      | Johan Brunström Jean-Julien Rojer       | 6-4, 6-4              | Tableau |
| 45 | 02/08/2009 | Legg Mason Tennis Classic Washington                         | ATP 500      | 1 165 500 $   | Dur (ext.)   | Martin Damm Robert Lindstedt          | Mariusz Fyrstenberg Marcin Matkowski    | 7-5, 7-63             | Tableau |
| 46 | 10/08/2009 | Coupe Rogers Montréal                                        | Masters 1000 | 2 430 000 $   | Dur (ext.)   | Mahesh Bhupathi Mark Knowles          | Max Mirnyi Andy Ram                     | 6-4, 6-3              | Tableau |
| 47 | 16/08/2009 | Western & Southern Financial Group Masters Cincinnati        | Masters 1000 | 2 430 000 $   | Dur (ext.)   | Daniel Nestor Nenad Zimonjić          | Bob Bryan Mike Bryan                    | 3-6, 7-62, [15-13]    | Tableau |
| 48 | 23/08/2009 | Pilot Pen Tennis New Haven                                   | ATP 250      | 663 750 $     | Dur (ext.)   | Julian Knowle Jürgen Melzer           | Bruno Soares Kevin Ullyett              | 6-4, 7-63             | Tableau |
| 49 | 31/08/2009 | US Open Flushing Meadows                                     | G. Chelem    | 9 756 000 $   | Dur (ext.)   | Lukáš Dlouhý Leander Paes             | Mahesh Bhupathi Mark Knowles            | 3-6, 6-3, 6-2         | Tableau |
| 50 | 21/09/2009 | BCR Open Romania Bucarest                                    | ATP 250      | 398 250 €     | Terre (ext.) | František Čermák Michal Mertiňák      | Johan Brunström Jean-Julien Rojer       | 6-2, 6-4              | Tableau |
| 51 | 21/09/2009 | Open de Moselle Metz                                         | ATP 250      | 398 250 €     | Dur (int.)   | Colin Fleming Ken Skupski             | Arnaud Clément Michaël Llodra           | 2-6, 6-4, [10-5]      | Tableau |
| 52 | 28/09/2009 | PTT Thailand Open Bangkok                                    | ATP 250      | 551 000 $     | Dur (int.)   | Eric Butorac Rajeev Ram               | Guillermo García-López Mischa Zverev    | 7-64, 6-3             | Tableau |
| 53 | 28/09/2009 | Proton Malaysian Open Kuala Lumpur                           | ATP 250      | 850 000 $     | Dur (int.)   | Mariusz Fyrstenberg Marcin Matkowski  | Igor Kunitsyn Jaroslav Levinský         | 6-2, 6-1              | Tableau |
| 54 | 05/10/2009 | China Open Pékin                                             | ATP 500      | 2 100 500 $   | Dur (ext.)   | Bob Bryan Mike Bryan                  | Mark Knowles Andy Roddick               | 6-4, 6-2              | Tableau |
| 55 | 05/10/2009 | Rakuten Japan Open Tennis Championships Tokyo                | ATP 500      | 1 100 000 $   | Dur (ext.)   | Julian Knowle Jürgen Melzer           | Ross Hutchins Jordan Kerr               | 6-2, 5-7, [10-8]      | Tableau |
| 56 | 11/10/2009 | Shanghai ATP Masters Shanghai                                | Masters 1000 | 3 240 000 $   | Dur (ext.)   | Julien Benneteau Jo-Wilfried Tsonga   | Mariusz Fyrstenberg Marcin Matkowski    | 6-2, 6-4              | Tableau |
| 57 | 19/10/2009 | Kremlin Cup Moscou                                           | ATP 250      | 1 000 000 $   | Dur (int.)   | Pablo Cuevas Marcel Granollers        | František Čermák Michal Mertiňák        | 4-6, 7-5, [10-8]      | Tableau |
| 58 | 19/10/2009 | If Stockholm Open Stockholm                                  | ATP 250      | 531 000 €     | Dur (int.)   | Bruno Soares Kevin Ullyett            | Simon Aspelin Paul Hanley               | 6-4, 7-64             | Tableau |
| 59 | 25/10/2009 | St. Petersburg Open Saint-Pétersbourg                        | ATP 250      | 663 750 $     | Dur (int.)   | Colin Fleming Ken Skupski             | Jérémy Chardy Richard Gasquet           | 2-6, 7-5, [10-4]      | Tableau |
| 60 | 26/10/2009 | Grand Prix de tennis de Lyon Lyon                            | ATP 250      | 575 250 €     | Dur (int.)   | Julien Benneteau Nicolas Mahut        | Arnaud Clément Sébastien Grosjean       | 6-4, 7-66             | Tableau |
| 61 | 26/10/2009 | Bank Austria Tennis Trophy Vienne                            | ATP 250      | 500 000 €     | Dur (int.)   | Łukasz Kubot Oliver Marach            | Julian Knowle Jürgen Melzer             | 2-6, 6-4, [11-9]      | Tableau |
| 62 | 02/11/2009 | Davidoff Swiss Indoors Basel Bâle                            | ATP 500      | 1 225 000 €   | Dur (int.)   | Daniel Nestor Nenad Zimonjić          | Bob Bryan Mike Bryan                    | 6-2, 6-3              | Tableau |
| 63 | 02/11/2009 | Valencia Open 500 Valence                                    | ATP 500      | 1 357 000 €   | Dur (int.)   | František Čermák Michal Mertiňák      | Marcel Granollers Tommy Robredo         | 6-4, 6-3              | Tableau |
| 64 | 08/11/2009 | BNP Paribas Masters Paris                                    | Masters 1000 | 2 227 500 €   | Dur (int.)   | Daniel Nestor Nenad Zimonjić          | Marcel Granollers Tommy Robredo         | 6-3, 6-4              | Tableau |
| 65 | 22/11/2009 | ATP World Tour Finals Londres                                | Masters      | 5 000 000 $   | Dur (int.)   | Bob Bryan Mike Bryan                  | Max Mirnyi Andy Ram                     | 7-65, 6-3             | Tableau |

### Double mixte
| No | Date       | Nom et lieu du tournoi      | Catégorie | Dotation       | Surface      | Vainqueurs                       | Finalistes              | Score             |         |
| -- | ---------- | --------------------------- | --------- | -------------- | ------------ | -------------------------------- | ----------------------- | ----------------- | ------- |
| 1  | 19/01/2009 | Australian Open Melbourne   | G. Chelem | 10 712 240 AU$ | Dur (ext.)   | Sania Mirza Mahesh Bhupathi      | Nathalie Dechy Andy Ram | 6-3, 6-1          | Tableau |
| 2  | 25/05/2009 | Roland-Garros Paris         | G. Chelem | 7 322 320 €    | Terre (ext.) | Liezel Huber Bob Bryan           | Vania King Marcelo Melo | 5-7, 7-65, [10-7] | Tableau |
| 3  | 22/06/2009 | The Championships Wimbledon | G. Chelem | 5 616 600 £    | Gazon (ext.) | Anna-Lena Grönefeld Mark Knowles | Cara Black Leander Paes | 7-5, 6-3          | Tableau |
| 4  | 31/08/2009 | US Open Flushing Meadows    | G. Chelem | 9 756 000 $    | Dur (ext.)   | Carly Gullickson Travis Parrott  | Cara Black Leander Paes | 6-2, 6-4          | Tableau |

### Compétitions par équipes
| | Espagne | 5                              | -  | 0 | République Tchèque |   |   |
| --- | ------- | ------------------------------ | -- | - | ------------------ | - | - |
| Palau Sant Jordi, Barcelone, Espagne |         |                                |    |   |                    |   |   |
| du 4 au 6 décembre 2009 sur terre battue (int.) |         |                                |    |   |                    |   |   |
| \| 1 \| \| Rafael Nadal \| 7 \| 6 \| 6 \| \| \| \| 1 \| \| Tomáš Berdych \| 5 \| 0 \| 2 \| \| \| \| 2 \| \| David Ferrer \| 1 \| 2 \| 6 \| 6 \| 8 \| \| 2 \| \| Radek Štěpánek \| 6 \| 6 \| 4 \| 4 \| 6 \| \| 3 \| \| F. López - F. Verdasco \| 7 \| 7 \| 6 \| \| \| \| 3 \| \| Radek Štěpánek - Tomáš Berdych \| 67 \| 5 \| 2 \| \| \| \| \| \| \| \| \| \| \| \| \| 4 \| \| Rafael Nadal \| 6 \| 6 \| \| \| \| \| 4 \| \| Jan Hájek \| 3 \| 4 \| \| \| \| \| \| \| \| \| \| \| \| \| \| 5 \| \| David Ferrer \| 6 \| 6 \| \| \| \| \| 5 \| \| Lukáš Dlouhý \| 4 \| 2 \| \| \| \| \| \| \| \| \| \| \| \| \| |         |                                |    |   |                    |   |   |
| 1 |         | Rafael Nadal                   | 7  | 6 | 6                  |   |   |
| 1 |         | Tomáš Berdych                  | 5  | 0 | 2                  |   |   |
| 2 |         | David Ferrer                   | 1  | 2 | 6                  | 6 | 8 |
| 2 |         | Radek Štěpánek                 | 6  | 6 | 4                  | 4 | 6 |
| 3 |         | F. López - F. Verdasco         | 7  | 7 | 6                  |   |   |
| 3 |         | Radek Štěpánek - Tomáš Berdych | 67 | 5 | 2                  |   |   |
| |         |                                |    |   |                    |   |   |
| 4 |         | Rafael Nadal                   | 6  | 6 |                    |   |   |
| 4 |         | Jan Hájek                      | 3  | 4 |                    |   |   |
| |         |                                |    |   |                    |   |   |
| 5 |         | David Ferrer                   | 6  | 6 |                    |   |   |
| 5 |         | Lukáš Dlouhý                   | 4  | 2 |                    |   |   |
| |         |                                |    |   |                    |   |   |

| 1 |  | Rafael Nadal                   | 7  | 6 | 6 |   |   |
| 1 |  | Tomáš Berdych                  | 5  | 0 | 2 |   |   |
| 2 |  | David Ferrer                   | 1  | 2 | 6 | 6 | 8 |
| 2 |  | Radek Štěpánek                 | 6  | 6 | 4 | 4 | 6 |
| 3 |  | F. López - F. Verdasco         | 7  | 7 | 6 |   |   |
| 3 |  | Radek Štěpánek - Tomáš Berdych | 67 | 5 | 2 |   |   |
|   |  |                                |    |   |   |   |   |
| 4 |  | Rafael Nadal                   | 6  | 6 |   |   |   |
| 4 |  | Jan Hájek                      | 3  | 4 |   |   |   |
|   |  |                                |    |   |   |   |   |
| 5 |  | David Ferrer                   | 6  | 6 |   |   |   |
| 5 |  | Lukáš Dlouhý                   | 4  | 2 |   |   |   |
|   |  |                                |    |   |   |   |   |

|  | Équipe 1  | Score | Équipe 2 |  |
|  | Slovaquie | 2 – 0 | Russie   |  |

| Ordre des matchs | Joueurs                             | Points au premier set | Points au second set | Points au troisième set |
| ---------------- | ----------------------------------- | --------------------- | -------------------- | ----------------------- |
| 1                | Dominika Cibulková                  | 63                    | 6                    | 6                       |
| 1                | Dinara Safina                       | 7                     | 1                    | 4                       |
|                  |                                     |                       |                      |                         |
| 2                | Dominik Hrbatý                      | 6                     | 7                    | 7                       |
| 2                | Marat Safin                         | 75                    | 5                    | 63                      |
|                  |                                     |                       |                      |                         |
| 3 (sans enjeu)   | Dominika Cibulková - Dominik Hrbatý | Non                   | joué                 |                         |
| 3 (sans enjeu)   | Dinara Safina - Marat Safin         |                       |                      |                         |

|  | Équipe 1 | Score | Équipe 2  |  |
|  | Serbie   | 2 – 1 | Allemagne |  |

| Ordre des matchs | Joueurs                         | Points au premier set | Points au second set | Points au troisième set |
| ---------------- | ------------------------------- | --------------------- | -------------------- | ----------------------- |
| 1                | Viktor Troicki                  | 6                     | 7                    |                         |
| 1                | Rainer Schüttler                | 4                     | 65                   |                         |
|                  |                                 |                       |                      |                         |
| 2                | Janko Tipsarević                | 6                     | 6                    |                         |
| 2                | Philipp Kohlschreiber           | 2                     | 4                    |                         |
|                  |                                 |                       |                      |                         |
| 3 (sans enjeu)   | Viktor Troicki - Nenad Zimonjić | 5                     | 6                    | 7                       |
| 3 (sans enjeu)   | Nicolas Kiefer - Mischa Zverev  | 7                     | 4                    | 10                      |

## Informations statistiques
Les tournois sont listés par ordre chronologique.

### En simple
| Joueur                 | Nombre | Titres                                                       |
| Andy Murray            | 6      | Doha, Rotterdam, Miami, Queen's, Montréal, Valence           |
| Nikolay Davydenko      | 5      | Hambourg, Umag, Kuala Lumpur, Shanghaï, Masters              |
| Novak Djokovic         | 5      | Dubaï, Belgrade, Pékin, Bâle, Paris-Bercy                    |
| Rafael Nadal           | 5      | Open d'Australie, Indian Wells, Monte-Carlo, Barcelone, Rome |
| Roger Federer          | 4      | Madrid, Roland-Garros, Wimbledon, Cincinnati                 |
| Juan Martín del Potro  | 3      | Auckland, Washington, US Open                                |
| Jo-Wilfried Tsonga     | 3      | Johannesbourg, Marseille, Tokyo                              |
| Marin Čilić            | 2      | Chennai, Zagreb                                              |
| Albert Montañés        | 2      | Estoril, Bucarest                                            |
| Tommy Robredo          | 2      | Costa do Sauipe, Buenos Aires                                |
| Radek Štěpánek         | 2      | Brisbane, San José                                           |
| Nicolás Almagro        | 1      | Acapulco                                                     |
| Márcos Baghdatís       | 1      | Stockholm                                                    |
| Benjamin Becker        | 1      | Bois-le-Duc                                                  |
| Thomaz Bellucci        | 1      | Gstaad                                                       |
| Tomáš Berdych          | 1      | Munich                                                       |
| Jérémy Chardy          | 1      | Stuttgart                                                    |
| Juan Carlos Ferrero    | 1      | Casablanca                                                   |
| Mardy Fish             | 1      | Delray Beach                                                 |
| Guillermo García-López | 1      | Kitzbühel                                                    |
| Robby Ginepri          | 1      | Indianapolis                                                 |
| Fernando González      | 1      | Viña del Mar                                                 |
| Tommy Haas             | 1      | Halle                                                        |
| Lleyton Hewitt         | 1      | Houston                                                      |
| Ivan Ljubičić          | 1      | Lyon                                                         |
| Jürgen Melzer          | 1      | Vienne                                                       |
| Gaël Monfils           | 1      | Metz                                                         |
| David Nalbandian       | 1      | Sydney                                                       |
| Sam Querrey            | 1      | Los Angeles                                                  |
| Rajeev Ram             | 1      | Newport                                                      |
| Andy Roddick           | 1      | Memphis                                                      |
| Gilles Simon           | 1      | Bangkok                                                      |
| Robin Söderling        | 1      | Båstad                                                       |
| Serhiy Stakhovsky      | 1      | Saint-Pétersbourg                                            |
| Dmitri Toursounov      | 1      | Eastbourne                                                   |
| Fernando Verdasco      | 1      | New Haven                                                    |
| Mikhail Youzhny        | 1      | Moscou                                                       |

| Joueur                 | Début de carrière | Premier titre |
| Benjamin Becker        | 2005              | Bois-le-Duc   |
| Thomaz Bellucci        | 2005              | Gstaad        |
| Jérémy Chardy          | 2006              | Stuttgart     |
| Guillermo García-López | 2002              | Kitzbühel     |
| Rajeev Ram             | 2004              | Newport       |

| Pays        | Nombre | Titres |
| Espagne     | 13     | Open d'Australie, Costa do Sauipe, Buenos Aires, Acapulco, Indian Wells, Casablanca, Monte-Carlo, Barcelone, Rome, Estoril, Kitzbühel, New Haven, Bucarest |
| Russie      | 7      | Eastbourne, Hambourg, Umag, Kuala Lumpur, Shanghaï, Moscou, Masters                                                                                        |
| France      | 6      | Johannesbourg, Marseille, Stuttgart, Metz, Bangkok, Tokyo                                                                                                  |
| Royaume-Uni | 6      | Doha, Rotterdam, Miami, Queen's, Montréal, Valence |
| États-Unis  | 5      | Memphis, Delray Beach, Newport, Indianapolis, Los Angeles                                                                                                  |
| Serbie      | 5      | Dubaï, Belgrade, Pékin, Bâle, Paris-Bercy |
| Argentine   | 4      | Auckland, Sydney, Washington, US Open |
| Suisse      | 4      | Madrid, Roland-Garros, Wimbledon, Cincinnati |
| Croatie     | 3      | Chennai, Zagreb, Lyon |
| Tchéquie    | 3      | Brisbane, San José, Munich |
| Allemagne   | 2      | Halle, Bois-le-Duc |
| Australie   | 1      | Houston |
| Autriche    | 1      | Vienne |
| Brésil      | 1      | Gstaad |
| Chili       | 1      | Viña del Mar |
| Chypre      | 1      | Stockholm |
| Suède       | 1      | Båstad |
| Ukraine     | 1      | Saint-Pétersbourg |

### En double
| Joueurs             | Nombre | Titres                                                                              |
| Daniel Nestor       | 9      | Rotterdam, Monte-Carlo, Barcelone, Rome, Madrid, Wimbledon, Cincinnati, Bâle, Bercy |
| Nenad Zimonjić      | 9      | Rotterdam, Monte-Carlo, Barcelone, Rome, Madrid, Wimbledon, Cincinnati, Bâle, Bercy |
| Bob Bryan           | 7      | Sydney, Open d'Australie, Delray Beach, Houston, Los Angeles, Pékin, Masters Cup    |
| Mike Bryan          | 7      | Sydney, Open d'Australie, Delray Beach, Houston, Los Angeles, Pékin, Masters Cup    |
| František Čermák    | 5      | Acapulco, Stuttgart, Umag, Bucarest, Valence                                        |
| Michal Mertiňák     | 5      | Acapulco, Stuttgart, Umag, Bucarest, Valence                                        |
| Eric Butorac        | 3      | Chennai, Estoril, Bangkok                                                           |
| Martin Damm         | 3      | Auckland, Zagreb, Washington                                                        |
| Łukasz Kubot        | 3      | Casablanca, Belgrade, Vienne                                                        |
| Robert Lindstedt    | 3      | Auckland, Zagreb, Washington                                                        |
| Oliver Marach       | 3      | Casablanca, Belgrade, Vienne                                                        |
| Rajeev Ram          | 3      | Chennai, Newport, Bangkok                                                           |
| Julien Benneteau    | 2      | Shanghai, Lyon                                                                      |
| Pablo Cuevas        | 2      | Viña del Mar, Moscou                                                                |
| Lukáš Dlouhý        | 2      | Roland-Garros, US Open                                                              |
| Mardy Fish          | 2      | Memphis, Indian Wells                                                               |
| Colin Fleming       | 2      | Metz, Saint-Pétersbourg                                                             |
| Mariusz Fyrstenberg | 2      | Eastbourne, Kuala Lumpur                                                            |
| Marcel Granollers   | 2      | Costa do Sauipe, Buenos Aires                                                       |
| Julian Knowle       | 2      | New Haven, Tōkyō                                                                    |
| Mark Knowles        | 2      | Memphis, Montréal                                                                   |
| Marcin Matkowski    | 2      | Eastbourne, Kuala Lumpur                                                            |
| Jürgen Melzer       | 2      | New Haven, Tōkyō                                                                    |
| Wesley Moodie       | 2      | Queen's, Bois-le-Duc                                                                |
| Dick Norman         | 2      | Johannesbourg, Bois-le-Duc                                                          |
| Leander Paes        | 2      | Roland-Garros, US Open                                                              |
| Ken Skupski         | 2      | Metz, Saint-Pétersbourg                                                             |
| Jo-Wilfried Tsonga  | 2      | Brisbane, Shanghai                                                                  |
| Dmitri Toursounov   | 2      | Dubaï, Indianapolis                                                                 |

| Joueurs           | Début de carrière | Premier titre   |
| Marco Chiudinelli | 2000              | Gstaad          |
| Brian Dabul       | 2001              | Viña del Mar    |
| Rik De Voest      | 1999              | Dubaï           |
| Colin Fleming     | 2003              | Metz            |
| Marcel Granollers | 2002              | Costa do Sauipe |
| Tommy Haas        | 1996              | San José        |
| Jan Hernych       | 1998              | Munich          |
| Łukasz Kubot      | 2002              | Casablanca      |
| Michael Lammer    | 2004              | Gstaad          |
| Marc López        | 1999              | Doha            |
| Ivo Minář         | 2002              | Munich          |
| Rajeev Ram        | 2004              | Chennai         |
| Ken Skupski       | 2001              | Metz            |

| Pays           | Nombre | Titres |
| États-Unis     | 14     | Chennai, Sydney, Open d'Australie, Johannesbourg, Memphis, Delray Beach, Indian Wells, Houston, Estoril, Newport, Los Angeles, Bangkok, Pékin, Masters Cup |
| Tchéquie       | 13     | Auckland, Zagreb, San José, Acapulco, Munich, Roland-Garros, Båstad, Stuttgart, Umag, Washington, US Open, Bucarest, Valence                               |
| Canada         | 9      | Rotterdam, Monte-Carlo, Barcelone, Rome, Madrid, Wimbledon, Cincinnati, Bâle, Bercy                                                                        |
| Serbie         | 9      | Rotterdam, Monte-Carlo, Barcelone, Rome, Madrid, Wimbledon, Cincinnati, Bâle, Bercy                                                                        |
| Slovaquie      | 6      | Acapulco, Båstad, Stuttgart, Umag, Bucarest, Valence |
| Autriche       | 5      | Casablanca, Belgrade, New Haven, Tōkyō, Vienne |
| Pologne        | 5      | Casablanca, Belgrade, Eastbourne, Kuala Lumpur, Vienne |
| Espagne        | 4      | Doha, Costa do Sauipe, Buenos Aires, Moscou |
| France         | 4      | Brisbane, Marseille, Shanghai, Lyon |
| Suède          | 4      | Auckland, Zagreb, Hambourg, Washington |
| Afrique du Sud | 3      | Dubaï, Queen's, Bois-le-Duc |
| Inde           | 3      | Roland-Garros, Montréal, US Open |
| Russie         | 3      | Dubaï, Queen's, Indianapolis |
| Allemagne      | 2      | San José, Halle |
| Australie      | 2      | Newport, Hambourg |
| Bahamas        | 2      | Memphis, Montréal |
| Belgique       | 2      | Johannesbourg, Bois-le-Duc |
| Brésil         | 2      | Kitzbühel, Stockholm |
| Royaume-Uni    | 2      | Metz, Saint-Pétersbourg |
| Uruguay        | 2      | Viña del Mar, Moscou |
| Argentine      | 1      | Viña del Mar |
| Biélorussie    | 1      | Miami |
| Israël         | 1      | Miami |
| Lettonie       | 1      | Indianapolis |
| Suisse         | 1      | Gstaad |
| Zimbabwe       | 1      | Stockholm |

Note : Un titre remporté par une paire du même pays ne fait qu'un titre.

## Retraits du circuit
- Agustín Calleri
- Marat Safin